# 西田祐三
西田 祐三（にしだ ゆうそう、1952年 - ）は、日本の地方政治家。前広島県安芸郡海田町町長（2期）、元海田町議会議員（4期）。
2015年11月6日に町長に就任し、2期。

## 経歴
- 1973年、広島自動車工業短期大学 卒業
- 2000年、広島国際学院大学 非常勤講師
- 2001年、海田町議会議員選挙、初当選（以降、4期）
- 2015年、海田町長1期[3]
- 2019年、海田町長2期[4]
- 2023年11月5日、無所属・新人の竹野内啓佑（元・広島市職員）と一騎打ちし約1千票差で落選[5]。
- 2024年、旭日双光章受章[6]。